# Ilija Puljević
Ilija Puljević - Duka, (Metković, 13. srpnja 1952.), hrvatski je rukometni trener. Vodio je veći broj klubova i bio izbornik četiri reprezentacije.
Trenersku karijeru započeo je u Metkoviću 1977. godine u RK Metkoviću. Završio je Kineziološki fakultet u Zagrebu, sa specijalizacijom za rukomet. Dugogodišnji je voditelj hrvatskog rukometnog kampa u Rovinju.
Vijeće HOO-a je znalo da Hrvatska u prvoj godini samostalnosti Hrvatska nema svoja veleposlanstva ni konzulate, nego tek nekoliko ureda, pa je 23. rujna 1991. godine odlučilo uspostaviti počasne dužnosti u športu - poklisara/ambasadora. Puljević je, s područjem djelovanja u Švedskoj, bio jedan od tih prvih 59 glasnika, glasnogovornika i zastupnika mlade hrvatske države i HOO-a.
Trenirao je hrvatske klubove RK Mehanika – Metković i RK Varteks Varaždin, slovenske RK Trimo Trebnja i RK Prevent, švedske IK Sävehof (mušku i žensku ekipu), Lugi HF, LIF Lindesberg, Örebro SK, katarski Al Rayyan, bio je izbornik hrvatske mlade rumometne reprezentaicje, a odmah potom i hrvatske seniorske muške reprezentacije godinu dana i s njom osvojio zlatnu medalju na Mediteranskim igrama u Bariju 1997., vodio je i muške reprezentacije Kuvajta i Italije, te švedsku žensku reprezentaciju.
Od srpnja 2020. pojačao je stručni stožer ŽRK Metkovića, gdje se zadržao kratko, te je trenutno bez trenerskog angažmana.
Dobitnik je nagrade "Ždral", godišnje nagrade za sport grada Metkovića za 2025. godinu.